# ميلان بوجيتش
ميلان بوجيتش هو لاعب كرة قدم كندي في مركز الوسط، ولد في 23 يناير 1982 في تورونتو في كندا. لعب مع نادي فولين لوتسك.

## وصلات خارجية
- ميلان بوجيتش على موقع اتحاد أوكرانيا (الإنجليزية)
- ميلان بوجيتش على موقع Soccerway.com (الإنجليزية)